# Maoricolpus finlayi
Maoricolpus finlayi är en snäckart som beskrevs av Powell 1940. Maoricolpus finlayi ingår i släktet Maoricolpus och familjen tornsnäckor. Inga underarter finns listade i Catalogue of Life.